# Halfway Tree
Halfway Tree é o segundo álbum do artista jamaicano de reggae Damian Marley. O nome "Halfway Tree" vem de sua mãe, Cindy Breakspeare, vinda da parte rica da cidade, e seu pai, Bob Marley, proveniente da parte pobre da cidade, sendo assim significa, "uma árvore no meio caminho entre os 'ricos' e os 'pobres' do Mundo ". Além disso, "Halfway Tree" é um conhecido marco histórico do centro cultural de Nova Kingston (a torre de um relógio que onde fica o histórico eponymous , árvore de algodão, atrás Damian em destaque na capa do álbum). O álbum foi lançado em 11 de setembro de 2001, durante o atentado das Torres Gemeas em Lower Manhattan ,nos EUA, e em 2002 recebeu o prêmio Grammy de Melhor Álbum Reggae. O álbum foi  co-produzido por Damian Marley e seu irmão Stephen Marley. Há uma faixa escondida no final do "Stand a Chance", - 5:08. É a música "And You Be Loved". Com a música de seu pai Bob Marley "Could You Be Loved", como base. Esta canção foi utilizada no filme Blue Crush.

## Faixas
1. "Educated Fools" (com Bounty Killer)
2. "More Justice"
3. "It Was Written" (com Stephen Marley, Capleton and Drag On)
4. "Catch a Fire"
5. "Still Searchin'" (com Yami Bolo)
6. "She Needs My Love" (com Yami Bolo)
7. "Mi Blenda"
8. "Where Is the Love" (com Eve)
9. "Harder" (interlude)
10. "Born to be Wild"
11. "Give Dem Some Way" (com Daddigan)
12. "Half Way Tree" (interlude)
13. "Paradise Child" (com Mr. Cheeks)
14. "Stuck in Between"
15. "Half Way Tree" Produzida por Swizz Beatz
16. "Stand a Chance" (com Yami Bolo and Treach)